# سائوپائولو ۶ ساعته ۲۰۲۴
سائوپائولو ۶ ساعته ۲۰۲۴ (به‌طور رسمی با عنوان رولکس ۶ ساعت سائوپائولو 2024 شناخته می‌شود) یک رویداد مسابقه اتومبیلرانی اسپورت استقامتی بود که در ۱۴ ژوئیه ۲۰۲۴ به عنوان پنجمین دور از هشت دور مسابقات جهانی استقامتی فصل ۲۰۲۴ برگزار شد. این مسابقه چهارمین رویداد این مسابقه به عنوان بخشی از مسابقات قهرمانی استقامت جهانی و اولین مسابقه این رویداد از سال ۲۰۱۴ بود.

## برنامه‌ریزی
| تاریخ         | زمان       | رویداد                 |
| ------------- | ---------- | ---------------------- |
| جمعه ۱۲ تیر   | ۱۰:۴۵      | تمرین ۱                |
| جمعه ۱۲ تیر   | ساعت ۱۴:۳۰ | تمرین ۲                |
| شنبه ۱۳ تیر   | ساعت ۱۰:۳۰ | تمرین ۳                |
| شنبه ۱۳ تیر   | ساعت ۱۴:۳۰ | تعیین خط - لمانز جی‌تی۳ |
| شنبه ۱۳ تیر   | ساعت ۱۴:۵۰ | هایپرپل - لمانز جی‌تی۳  |
| شنبه ۱۳ تیر   | ۱۵:۱۰      | تعیین خط - هایپرکار    |
| شنبه ۱۳ تیر   | ساعت ۱۵:۳۰ | هایپرپل - هایپرکار     |
| یکشنبه ۱۴ تیر | ساعت ۱۱:۳۰ | مسابقه                 |
| منبع:         |            |                        |

## تمرین
در طول این رویداد سه جلسه تمرین برگزار شد، دو جلسه در روز جمعه و یک جلسه در روز شنبه. جلسات صبح جمعه و بعدازظهر جمعه ۹۰ دقیقه و جلسه صبح شنبه ۶۰ دقیقه به طول انجامید.